# Mecodium crispatoalatum
Mecodium crispatoalatum là một loài thực vật có mạch trong họ Hymenophyllaceae. Loài này được (Hayata) Copel. miêu tả khoa học đầu tiên năm 1938.